# Cryptophiale novae-caledoniae
Cryptophiale novae-caledoniae är en svampart som beskrevs av McKenzie & Kuthub. 1993. Cryptophiale novae-caledoniae ingår i släktet Cryptophiale, divisionen sporsäcksvampar och riket svampar.   Inga underarter finns listade i Catalogue of Life.